# Tom Sexton (wielrenner)
Thomas (Tom) Sexton (Invercargill, 19 november 1998) is een Nieuw-Zeelands wielrenner.

## Carrière
Op de baan Sexton meerdere malen nationaal kampioen in verschillende onderdelen. Daarnaast werd hij tweemaal continentaal kampioen en won hij, samen met Aaron Gate, Jordan Kerby en Campbell Stewart de ploegenachtervolging op de Gemenebestspelen in 2022. Op de weg won hij in 2022 de proloog van de Ronde van Roemenië.

## Palmares

### Baanwielrennen
| Jaar     | NK                                                                                                  | OK                                                                                            | WK                                                  | Overig                                                                        |
| Junioren | Junioren                                                                                            | Junioren                                                                                      | Junioren                                            | Junioren                                                                      |
| -------- | --------------------------------------------------------------------------------------------------- | --------------------------------------------------------------------------------------------- | --------------------------------------------------- | ----------------------------------------------------------------------------- |
| 2015     | |                                                                                               |                                                     | Adelaide: Puntenkoers                                                         |
| 2016     | |                                                                                               | Ploegenachtervolging · Ploegkoers                   |                                                                               |
| Elite    | |                                                                                               |                                                     |                                                                               |
| 2015     | 4e Koppelkoers                                                                                      | Ploegkoers                                                                                    |                                                     |                                                                               |
| 2016     | | Ploegenachtervolging · Koppelkoers · 7e scratch · 10e puntenkoers                             |                                                     |                                                                               |
| 2017     | Ploegenachtervolging · Koppelkoers · 4e achtervolging · 4e puntenkoers · 5e scratch · 7e omnium     | Koppelkoers · 6e omnium                                                                       |                                                     | WB Milton: Ploegenachtervolging WB Santiago: Ploegenachtervolging, Ploegkoers |
| 2018     | | Ploegenachtervolging · Koppelkoers                                                            | 17e Scratch                                         | Gemenebestspelen: 10e Puntenkoers                                             |
| 2019     | Ploegenachtervolging · Puntenkoers · 4e Achtervolging · 4e Omnium                                   | Koppelkoers · 6e Omnium · 6e Scratch                                                          | Scratch · 8e Ploegenachtervolging · 18e Puntenkoers |                                                                               |
| 2020     | Koppelkoers · Teamsprint · Ploegenachtervolging · Scratch · 4e Omnium                               |                                                                                               |                                                     |                                                                               |
| 2021     | Ploegenachtervolging · Koppelkoers · 4e omnium · 7e Scratch · 8e 1km tijdrit · 8e Achtervolging     |                                                                                               |                                                     |                                                                               |
| 2022     | Achtervolging · Koppelkoers · Omnium · 5e 1km tijdrit · 6e Afvalkoers · 6e Puntenkoers · 9e Scratch | Ploegenachtervolging · Koppelkoers · Puntenkoers · 4e Scratch · 5e Omnium · 6e Afvalkoers     | 5e Ploegenachtervolging 6e Achtervolging            | Gemenebestspelen: · Ploegenachtervolging · Achtervolging                      |
| 2023     | | Achtervolging · Afvalkoers · Koppelkoers · Omnium · Puntenkoers · 8e Scratch                  | ploegenachtervolging · 11e achtervolging            |                                                                               |
| 2024     | | Koppelkoers · Ploegenachtervolging · 7e Omnium · 8e Puntenkoers · 9e Scratch · 10e Afvalkoers |                                                     | Olympische Spelen: 5e Ploegenachtervolging                                    |

### Wegwielrennen
2022
Proloog Ronde van Roemenië
2023
 Oceanisch kampioenschap tijdrijden, elite

## Ploegen
- 2021 –  Black Spoke Pro Cycling (vanaf 24 januari)
- 2022 –  Bolton Equities Black Spoke Pro Cycling
- 2023 –  Bolton Equities Black Spoke
- 2024 –  St George Continental Cycling Team
- 2025 –  St George Continental Cycling Team

Batt · Bostock · Burnett · Christensen · Currie · Fitzsimons · Fouché · Gate · Gough · Jackson · Jones · Kench · Mudgway · O'Donnell · Oram · Scott · Sexton · Stewart · Townsend · Wright · Gardner (stagiair) · Hornblow (stagiair) · Vercouillie (stagiair)
Aitken · Buttigieg · Carman · Clark · Cooper · Dutton · Eddy · Evans · Harrigan · Ivory · Kergozou · McGovern · Murphy · Reardon · Sessini · Sexton · A. Teese · R. Teese
Sjabloon:Navigatie selectie wielerploeg/St George Continental Cycling Team 2025